# Von Hippel Award
Der Von Hippel Award ist die höchste wissenschaftliche Auszeichnung der Materials Research Society in Erinnerung an Arthur R. von Hippel. Sie wird seit 1978 jährlich vergeben, erster Preisträger war 1976 von Hippel selbst.
Der Preis auf dem Gebiet der interdisziplinären Materialwissenschaft ist mit 10.000 US-Dollar dotiert (Stand 2014). Preisträger erhalten gleichzeitig eine Ehren-Mitgliedschaft der Materials Research Society und sollen einen Vortrag bei der Eröffnung der jeweiligen Herbsttagung der Gesellschaft halten.

## Preisträger
- 1976 Arthur R. von Hippel, Massachusetts Institute of Technology
- 1978 William O. Baker, Bell Laboratories
- 1979 David Turnbull, Harvard University
- 1980 Conyers Herring, Stanford University
- 1981 James W. Mayer, Cornell University
- 1982 Clarence Melvin Zener, Carnegie Mellon University
- 1983 Peter B. Hirsch, University of Oxford
- 1984 Walter L. Brown, AT&T Bell Laboratories
- 1985 John W. Cahn, National Bureau of Standards
- 1986 Minko Balkanski, Université Pierre et Marie Curie
- 1987 Frederick Charles Frank, University of Bristol
- 1988 Jacques Friedel, Université de Paris-Sud
- 1989 John B. Goodenough, The University of Texas, Austin
- 1990 Robert W. Balluffi, Massachusetts Institute of Technology
- 1991 Theodore Geballe, Stanford University
- 1992 Michael F. Ashby, University of Cambridge
- 1993 Frederick Seitz, The Rockefeller University
- 1994 Alfred Y. Cho, AT&T Bell Laboratories
- 1995 William W. Mullins, Carnegie Mellon University
- 1996 Alan Cottrell, University of Cambridge
- 1997 Gábor A. Somorjai, University of California, Berkeley
- 1998 Larry L. Hench, Imperial College of Science, Technology and Medicine
- 1999 Richard S. Stein, University of Massachusetts, Amherst
- 2000 George Whitesides, Harvard University
- 2001 Simon C. Moss, University of Houston
- 2002 Howard K. Birnbaum, University of Illinois
- 2003 Julia R. Weertman, Northwestern University
- 2004 Nick Holonyak, Jr., University of Illinois, Urbana-Champaign
- 2005 Robert Langer, Massachusetts Institute of Technology
- 2006 Knut Urban, Forschungszentrum Jülich
- 2007 William D. Nix, Stanford University
- 2008 Herbert Gleiter, Forschungszentrum Karlsruhe
- 2009 Tobin Marks, Northwestern University
- 2010 L. Eric Cross, The Pennsylvania State University
- 2011 A. Paul Alivisatos, Lawrence Berkeley National Laboratory und University of California, Berkeley
- 2012 Stuart Parkin, IBM Almaden Research Center
- 2013 Mildred S. Dresselhaus, Massachusetts Institute of Technology
- 2014 Marvin L. Cohen, University of California, Berkeley
- 2015 Richard H. Friend, University of Cambridge
- 2016 Charles M. Lieber, Harvard University
- 2017 C. N. R. Rao, Jawaharlal Nehru Centre for Advanced Scientific Research
- 2018 Hideo Hosono, Tokyo Institute of Technology
- 2019 Jerry D. Tersoff, IBM T. J. Watson Research Center
- 2020 Cato T. Laurencin, University of Connecticut
- 2021 Harry Atwater, California Institute of Technology
- 2022 Samuel Stupp, Northwestern University
- 2023 Reshef Tenne, Weizmann Institute of Science
- 2024 Claudia Anna-Maria Felser, Max-Planck-Institut für Chemische Physik fester Stoffe